# 蚕舟蛾属
蚕舟蛾属（学名：Phalerodonta）是舟蛾科下的一个属。

## 下属物种
本属包括以下物种：
- 栎蚕舟蛾 Phalerodonta albibasis (Chiang)，栎毛虫
- Phalerodonta bombycina Oberthür, 1881
- Phalerodonta manleyi Leech, 1888